# マスターシェフ 天才料理人バトル!
『マスターシェフ 天才料理人バトル!』（MasterChef）は、英BBCで1990年から放送され、その後世界中で番組フォーマット化された料理番組。所有はバニジェイ。

## 概要
本家イギリス版はBBC1で1990年から放送されているが、一時期は放送を中断していた。スピンオフとしてプロ料理人が出演するマスターシェフ:ザ・プロフェッショナルズ、芸能人出演のセレブリティ・マスターシェフ、ジュニア向けジュニア・マスターシェフが放送中。米国版は『マスターシェフUSA』名義でPBSで2000年と2001年に放送。その後リバイバル版がFOXで放送されている。またオーストラリア版はチャンネル10で放送。

## オーストラリア版
オーストラリアは『マスターシェフ・オーストラリア』（MasterChef Australia）として2009年4月27日からチャンネル10で放送されている。Shine Australia制作（2011年までフリーマントルメディア・オーストラリア）。
第1シーズンはその年の最高視聴者数の番組であり、最終回の7月19日放送分では非スポーツ中継としては2004年のオーストラリアンアイドルグランドファイナル（このときは335万人が視聴）以来となる視聴者数374万5000人が視聴した。ちなみにこのシーズンの優勝者はジュリー・グッドウィンであった。

## 米国版
アメリカ版は2010年7月27日からFOXでリバイバル版が放送されており、Shine Americaが制作。もともとはPBSで放送された『マスターシェフUSA』であった。